# Euceropsylla torus
Euceropsylla torus är en insektsart som beskrevs av Caldwell och Martorell 1952. Euceropsylla torus ingår i släktet Euceropsylla och familjen rundbladloppor. Inga underarter finns listade i Catalogue of Life.